# Ченстохова
Ченстохова (пољ. Częstochowa) град је у Пољској у Војводству Шлеском са статусом повјата. Према попису становништва из 2011. у граду је живело 236.796 становника. Налази се 200 km југозападно од Варшаве и 100 km северозападно од Кракова. Кроз Ченстохову протиче река Варта. Град је познат као чувено римокатоличко ходочасничко место.
Најважнија грађевина у Ченстохови је снажно утврђен манастир на Јасној Гори основан 1382. Манастир се налази на брду на западу града. Током шведске инвазије 1655. издржао је вишенедељну опсаду. Манастирска црква барокне унутрашњости наткриљена је 106 m високим црквеним торњем. У њој се налази чувена „икона Црне Богородице“. За време црквених празника цркву посећују стотине хиљада ходочасника.
Немци су у граду 9. априла 1941. основали јеврејски гето. У рату је страдало 45.000 јеврејских становника Ченстохове. Град је ослободила Црвена армија 16. јануара 1945.

## Становништво
Према прелиминарним подацима са пописа, у граду је 2011. живело 236.796 становника.
| 1950.   | 2002.   | 2005.   | 2010.   | 2011.   | 2012.   |
| ------- | ------- | ------- | ------- | ------- | ------- |
| 117.145 | 251.436 | 246.890 | 237.203 | 236.796 | 234.472 |

## Партнерски градови
- Мариацел
- Алтетинг
- Лорето
- Лурд
- Пфорцхајм
- Назарет
- Запопан
- Резекне
- Саут Бенд
- Шјауљај
- Витлејем
- Бјалисток
- Ourém Municipality

## Галерија
- Градска већница
- Манастир Јасна Гора
- Председник Пољске Лех Качињски обраћа се ходочасницима
- Посета папе Бенедикта XVI 2006.